# Luis IV de Alemania
Luis IV (893-911), apodado "el Niño", hijo de Arnulfo de Carintia y su esposa Ota, fue rey de Francia Oriental y de Lotaringia, y el último representante carolingio en la Francia Oriental. 
Fue rey bajo regencia desde 899 hasta su muerte, doce años después. Durante su breve reinado se produjeron ataques húngaros y la ascensión de los ducados hereditarios. 
En 907 enfrentó a los húngaros en la batalla de Bratislava, en la cual fue derrotado por las fuerzas del Gran Príncipe Árpad. Posteriormente en 910, su ejército fue vencido nuevamente por unas tribus del Principado de Hungría en la batalla de Lechfeld. 
Le sucedió Conrado I.